# Oberthueria caeca
Oberthueria caeca (лат.) — ночная бабочка неясного систематического положения. Одно время её относили к семейству настоящих шелкопрядов Bombycidae, но в последние годы в Западной Европе её включают в семейство берёзовых шелкопрядов Endromididae. В филограмму, обосновывавшую это объединение, не были включёны представители рода Bombyx. Поэтому, единственной работой, подтверждающей это объединение, стала работа А.Цвика и др. 2010 года Однако, В.В.Золотухин с этим не согласился из-за отсутствия анализа многих родственных таксонов; поэтому он посчитал филограмму А.Цвика недостоверной. Однако, позднее А.Цвик с большим коллективом авторов подтвердил принадлежность Oberthueriinae к одной ветке с Endromidae (Endromididae); а Bombycidae образовали отдельную ветку вместе с Saturniidae и Sphingidae.
Oberthueria caeca описал Шарль Обертюр в 1880 году. Род Oberthueria назван в его честь английским энтомологом У.Кёрби.

### Распространение
Встречается в Приамурье на юго-востоке Амурской области, в Еврейской АО, на юге Хабаровского края (на восток до Ботчинского заповедника), Приморском крае. Помимо этого, распространён в Китае (Хэйлунцзян, Гирин, Шэньси, Хэнань), в Корее. Встречается во влажных широколиственных лесах.
Размах крыльев 38—45 мм. Имаго грязно тёмно-жёлтого цвета с рисунком из поперечных серых перевязей и коричневых теней.
Имаго летают с конца мая до середины июля. Редко, в отдельные годы встречается второе поколение, активное с конца июля до середины августа. В. В. Золотухин выделял два поколения, летающих с мая до июня и с июля до августа.

### Галерея фотографий в природе

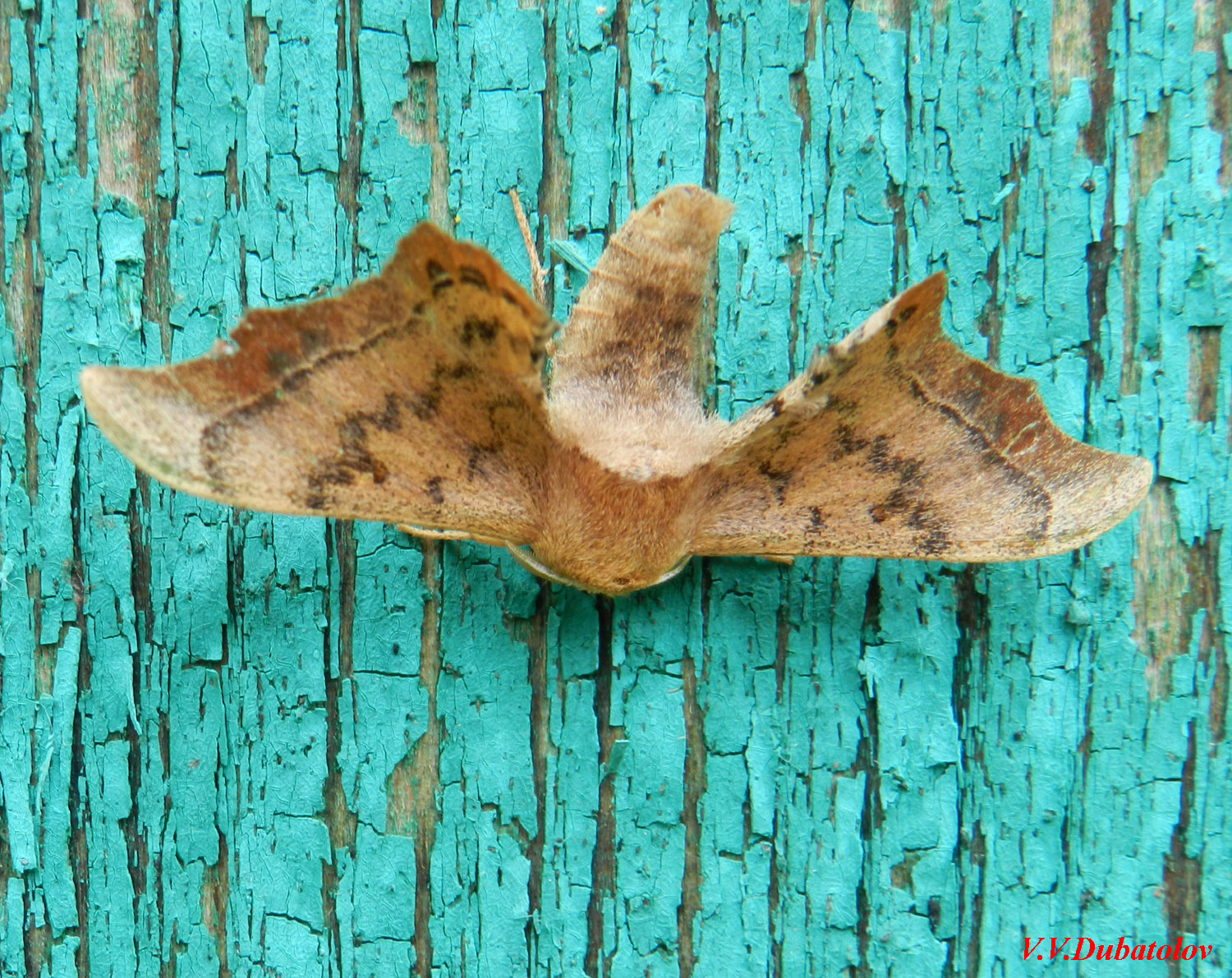
Самец, Хехцир, Россия
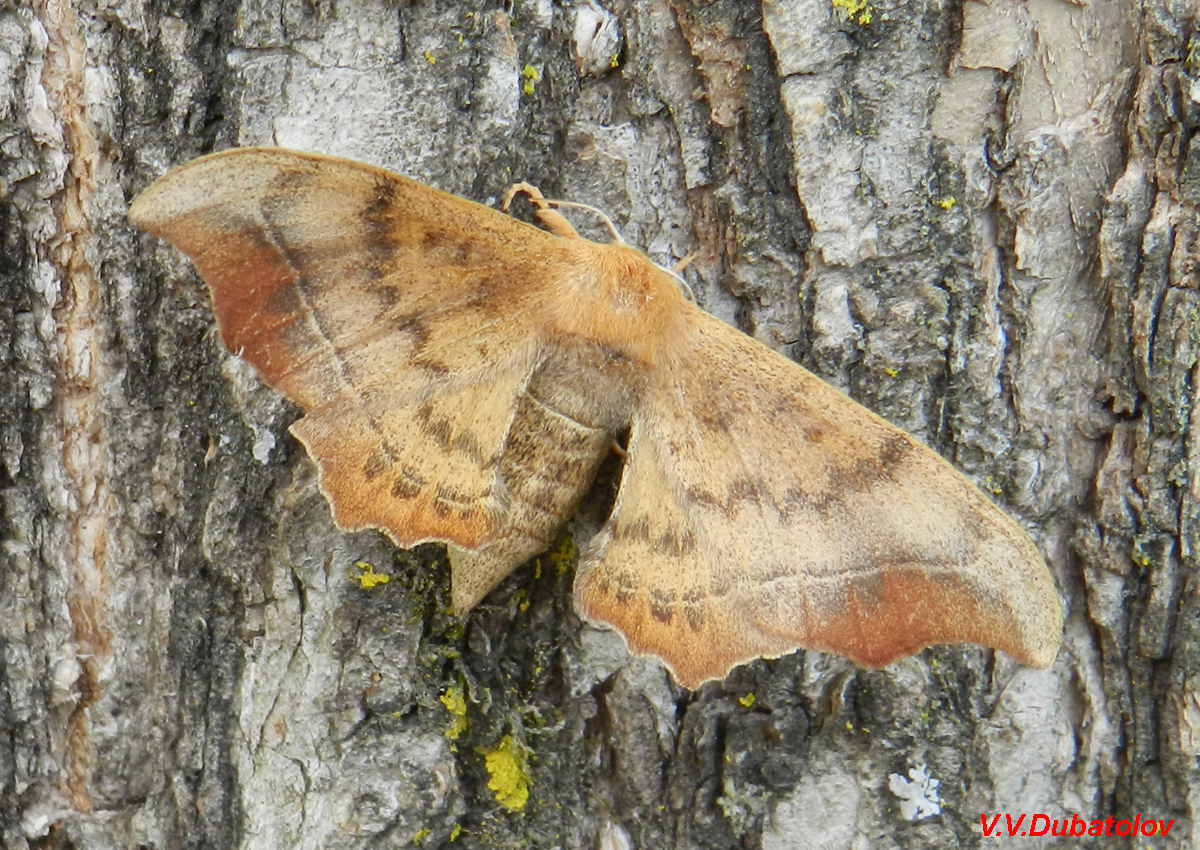
Самка, Хехцир, Россия

### Преимагинальные стадии

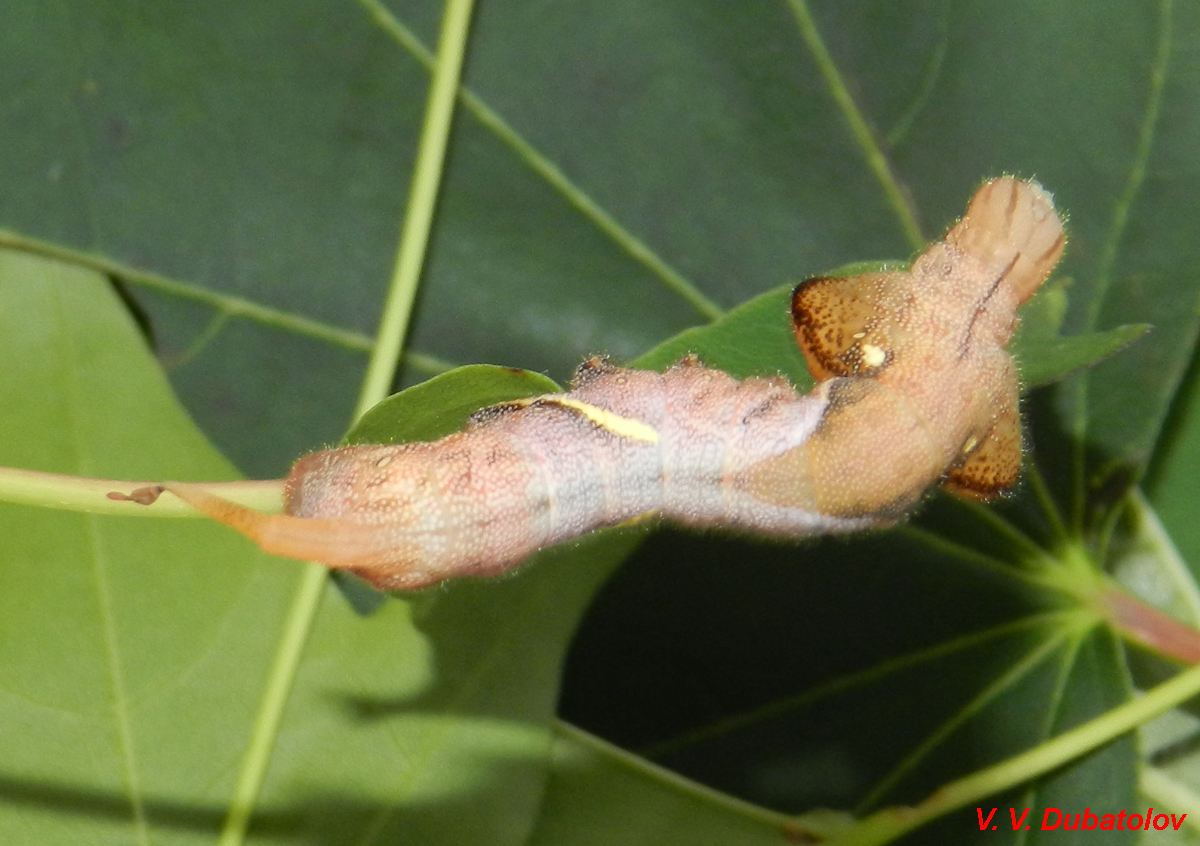
Гусеница, вид сверху; Хехцир, Россия
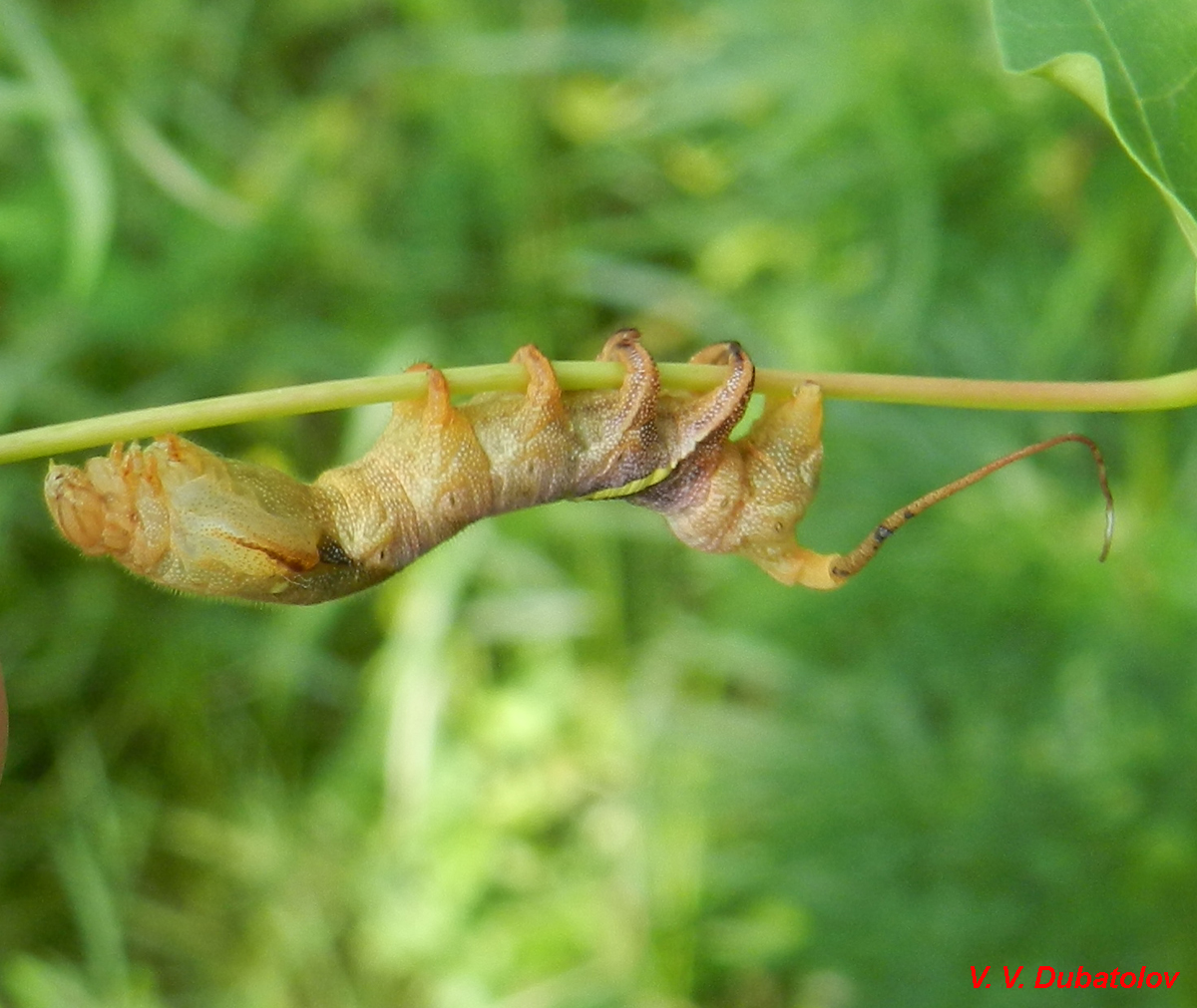
Гусеница, вид сбоку; Хехцир, Россия
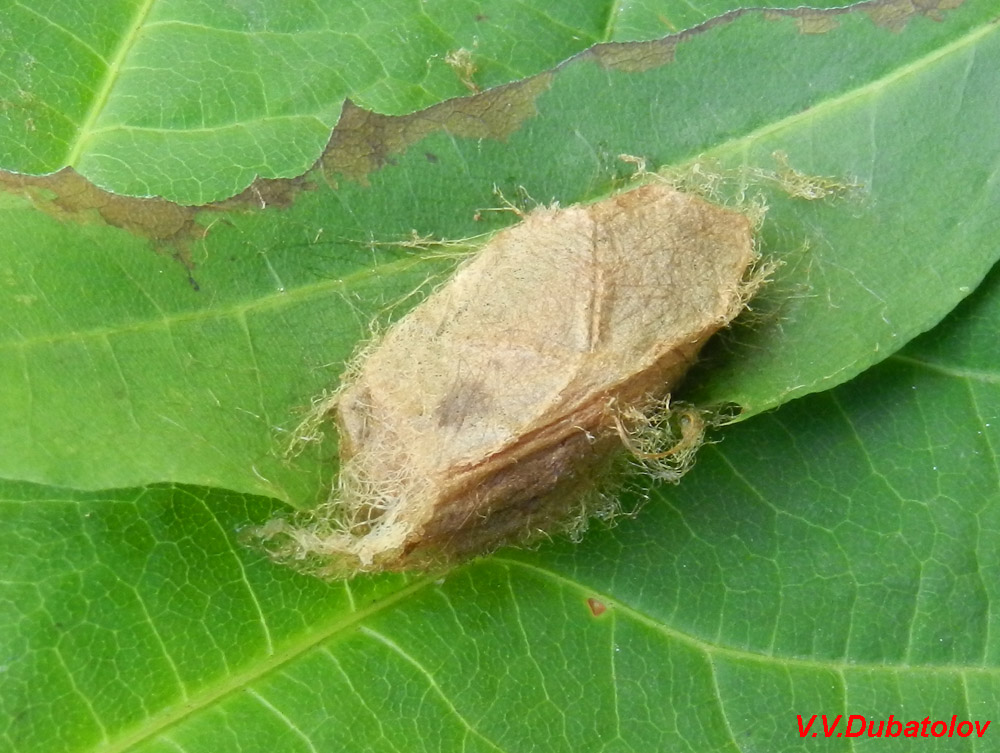
Кокон; обычно довольно плоский кокон располагается между двумя листьями; верхний лист удалён; Хехцир, Россия
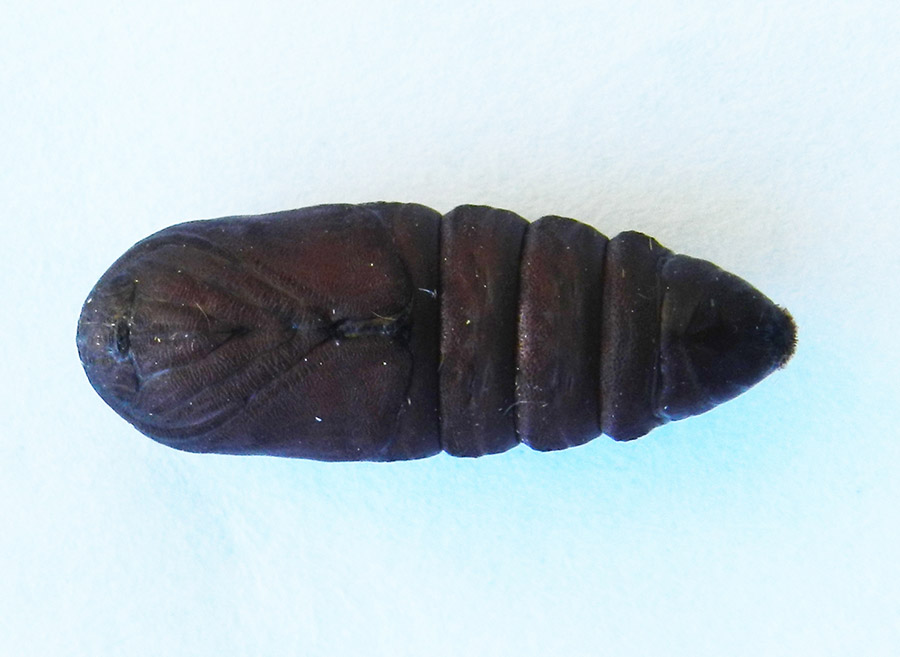
Куколка взятая из кокона; Хехцир, Россия

### Кормовые растения гусениц
Клён мелколистный Acer mono, клён зеленокорый Acer tegmentosum, клён приречный Acer tataricum ssp. ginnala.